# Liste des châteaux d'Eure-et-Loir
Cet article recense de manière non exhaustive les châteaux (de défense ou d'agrément), maisons fortes, mottes castrales, situés dans le département français d'Eure-et-Loir. Il est fait état des inscriptions et classements au titre des monuments historiques.

## Liste
| Icône            | Signification    | Abréviations             | Abréviations                  | Abréviations             | Abréviations           |
| ---------------- | ---------------- | ------------------------ | ----------------------------- | ------------------------ | ---------------------- |
| Château fort     | Château fort     | = Bastide                | = Ferme fortifiée             | = Maison forte           | = (Néo-)Palladianisme  |
| Renaissance      | Renaissance      | = Château gascon         | = Folie (montpelliéraine)     | = Manoir, Gentilhommière | = Résidence épiscopale |
| Domaine viticole | Domaine viticole | = Classicisme, classique | = Forteresse, fort(ification) | = Maison (noble)         | = Style Beaux-Arts     |
| Palais           | Palais           | = Commanderie            | = Gothique (flamboyant)       | = Néo-baroque            | = Style Second Empire  |
| Ruine ou disparu | Ruine, disparu   | = Château pinardier      | = Hôtel particulier           | = Néo-classique          | = Style italianisant   |
|                  |                  | = Demeure seigneuriale   | ... = Style Louis XII...XVI   | = Néo-gothique           | = Style troubadour     |
|                  |                  | = Éclectisme             | = Logis (seigneurial)         | = Néo-Renaissance        | = Villa (de Nice)      |
| Baroque, rococo  | Baroque, rococo  | = Édifice religieux      | = Motte castrale/féodale      | = Pavillon de chasse     | = Styles du XXe siècle |

| Type                            | Château                               | Commune                          | Protection                                                                            | Notes                                                                            | Coordonnées                 | Illustration |
| ------------------------------- | ------------------------------------- | -------------------------------- | ------------------------------------------------------------------------------------- | -------------------------------------------------------------------------------- | --------------------------- | ------------ |
| Style Louis XIII                | Château d'Abondant                    | Abondant                         | Inscrit MH (1928) · Notice no PA00096950                                              | XVIIe et XVIIIe siècles, privée, en cours de restauration                        | 48° 47′ 02″ N, 1° 26′ 13″ E |              |
| Édifice religieux               | Château d'Allainville                 | Allainville                      |                                                                                       | ancien prieuré                                                                   | 48° 43′ 22″ N, 1° 17′ 56″ E |              |
| Château fort · Ruine ou disparu | Château d'Alluyes                     | Alluyes                          | Inscrit MH (1925), Classé MH (1980) · Notice no PA00096954                            | XIIe et XIIIe siècles, XVe et XVIe siècles                                       | 48° 13′ 44″ N, 1° 21′ 46″ E |              |
| Ruine ou disparu                | Château d'Alonville                   | Bailleau-l'Évêque                |                                                                                       | sur l'ancien canal Louis XIV                                                     | 48° 28′ 34″ N, 1° 23′ 19″ E |              |
|                                 | Château d'Ancise                      | Cloyes-les-Trois-Rivières (Douy) |                                                                                       |                                                                                  | 48° 01′ 48″ N, 1° 16′ 51″ E |              |
| Château fort · Renaissance      | Château d'Anet                        | Anet                             | Classé MH (1993) · Notice no PA00096955                                               | XIVe siècle, XVIe et XIXe siècles, à voir dans le film Opération Tonnerre (1965) | 48° 51′ 31″ N, 1° 26′ 18″ E |              |
| Classicisme, classique          | Château d'Arnouville                  | Gommerville                      | Inscrit MH (2009) · Notice no PA28000035                                              | XVIIe et XIXe siècles                                                            | 48° 19′ 21″ N, 1° 56′ 56″ E |              |
|                                 | Château d'Aulnay                      | Saint-Christophe                 |                                                                                       |                                                                                  | 48° 08′ 17″ N, 1° 22′ 44″ E |              |
|                                 | Château d'Aunay                       | Aunay-sous-Crécy                 |                                                                                       | XVIIe siècle                                                                     | 48° 40′ 19″ N, 1° 18′ 16″ E |              |
| Maison forte                    | Tour d'Auneau                         | Auneau                           | Inscrit MH (1927) · Notice no PA00096962                                              |                                                                                  | 48° 27′ 45″ N, 1° 46′ 40″ E |              |
| Renaissance                     | Château de Barjouville                | Barjouville                      | Inscrit MH (1994) · Notice no PA00132559                                              | XVIe siècle, Échauguette                                                         | 48° 23′ 41″ N, 1° 29′ 07″ E |              |
| Style Louis XIII                | Château de Baronville                 | Béville-le-Comte                 | Inscrit MH (1985) · Notice no PA00096972                                              | XIXe siècle, privée                                                              | 48° 26′ 52″ N, 1° 43′ 53″ E |              |
| Renaissance                     | Château de Beaumont-les-Autels        | Beaumont-les-Autels              |                                                                                       | XVIe siècle                                                                      | 48° 15′ 17″ N, 0° 57′ 29″ E |              |
|                                 | Château de Boigneville                | Yermenonville                    |                                                                                       |                                                                                  | 48° 33′ 03″ N, 1° 38′ 12″ E |              |
|                                 | Château de Bois-Méan                  | Arrou                            |                                                                                       |                                                                                  | 48° 08′ 41″ N, 1° 06′ 51″ E |              |
| Maison forte · Ruine ou disparu | Tour de Bois-Ruffin                   | Arrou                            | Classé MH (1924) · Notice no PA00096959                                               | XIIe siècle, édifice fortifié                                                    | 48° 06′ 09″ N, 1° 02′ 42″ E |              |
|                                 | Château des Boulard                   | Mignières (Hameau de Spoir)      |                                                                                       |                                                                                  | 48° 22′ 59″ N, 1° 25′ 33″ E |              |
|                                 | Château de la Boulidière              | Cloyes-les-Trois-Rivières (Douy) |                                                                                       |                                                                                  | 48° 01′ 57″ N, 1° 17′ 14″ E |              |
| Baroque, rococo                 | Château du Boullay-Thierry            | Boullay-Thierry (Le)             | Inscrit MH (2007) · Notice no PA28000028                                              | XVIIe et XVIIIe siècles                                                          | 48° 38′ 10″ N, 1° 25′ 56″ E |              |
| Classicisme, classique          | Château de Bouthonvilliers            | Dangeau                          | Inscrit MH (1975) · Notice no PA00097093                                              | XVIIe et XVIIIe siècles                                                          | 48° 10′ 46″ N, 1° 15′ 16″ E |              |
| Baroque, rococo                 | Château de Bouville                   | Cloyes-sur-le-Loir               |                                                                                       | XVIIe siècle, XVIIIe et XIXe siècles                                             | 47° 59′ 58″ N, 1° 15′ 26″ E |              |
| Classicisme, classique          | Château de la Brunetière              | Arrou                            |                                                                                       | XVIIe et XIXe siècles                                                            | 48° 05′ 57″ N, 1° 08′ 05″ E |              |
|                                 | Château de Cambray                    | Germignonville                   | Inscrit MH (2004) · Notice no PA28000017                                              |                                                                                  |                             |              |
|                                 | Château de Champ-Romain               | Thiville                         | Inscrit MH (1978) · Classé MH (1993) · Notice no PA00097224                           |                                                                                  |                             |              |
|                                 | Château de Chantemesle                | Logron                           | Inscrit MH (1984) · Notice no PA00097133                                              |                                                                                  |                             |              |
|                                 | Château de Charbonnières              | Charbonnières                    |                                                                                       |                                                                                  |                             |              |
| Château fort                    | Château de Châteaudun                 | Châteaudun                       | Classé MH (1918, 1947) · Inscrit MH (1946, 1947) · Notice no PA00097021               |                                                                                  |                             |              |
| Château fort · Ruine ou disparu | Château de Châteauneuf-en-Thymerais   | Châteauneuf-en-Thymerais         | « Photo », notice no IVR24_19892800120N                                               | Moyen Âge, démoli au XVIe siècle                                                 |                             |              |
|                                 | Château de la Choltière               | Crucey-Villages                  |                                                                                       |                                                                                  |                             |              |
|                                 | Château de Comteville                 | Dreux                            |                                                                                       |                                                                                  |                             |              |
|                                 | Château de Courtalain                 | Courtalain                       | Inscrit MH (1926, 1991, 1997) · Notice no PA00097086                                  |                                                                                  |                             |              |
|                                 | Château de la Couture                 | Le Thieulin                      |                                                                                       |                                                                                  |                             |              |
| Ruine ou disparu                | Château de Crécy                      | Crécy-Couvé                      |                                                                                       | Château de Madame de Pompadour (détruit)                                         |                             |              |
|                                 | Château de Denonville                 | Denonville                       | Inscrit MH (1976, 2007) · Notice no PA00097095                                        |                                                                                  |                             |              |
|                                 | Château de Dreux                      | Dreux                            | Classé MH (1977) · Notice no PA00097097                                               |                                                                                  |                             |              |
| Château fort · Ruine ou disparu | Tour de l'Épaule                      | Gallardon                        | Classé MH (1913) · Notice no PA00097119                                               |                                                                                  |                             |              |
|                                 | Château d'Esclimont                   | Saint-Symphorien-le-Château      | Site naturel classé depuis 1965.                                                      |                                                                                  |                             |              |
|                                 | Château d'Escorpain                   | Escorpain                        | Inscrit MH (2002) · Notice no PA28000011                                              | Château d'Ambroise Firmin Didot                                                  |                             |              |
|                                 | Château de Fains-la-Folie             | Fains-la-Folie                   |                                                                                       |                                                                                  |                             |              |
| Ruine ou disparu                | Château de la Ferté-Vidame            | La Ferté-Vidame                  | Classé MH (1976, 1991) · Inscrit MH (2007) · Notice no PA00097106                     |                                                                                  |                             |              |
|                                 | Château de Fontaine-la-Guyon          | Fontaine-la-Guyon                |                                                                                       |                                                                                  |                             |              |
|                                 | Château de Frazé                      | Frazé                            | Classé MH (1948) · Notice no PA00097112                                               | Privée                                                                           |                             |              |
|                                 | Château de la Fresnaye                | La Puisaye                       |                                                                                       |                                                                                  |                             |              |
|                                 | Château de la Gadelière               | Rueil-la-Gadelière               | XIIe – XVIIe siècles · Inscrit MH (1992, 2016) (partiellement) · Notice no PA00097250 | Privée Visites                                                                   |                             |              |
|                                 | Château de la Galaisière              | Souancé-au-Perche                |                                                                                       |                                                                                  |                             |              |
|                                 | Château du Gland                      | Morvilliers                      |                                                                                       |                                                                                  |                             |              |
|                                 | Château de Goury                      | Loigny-la-Bataille               | Classé MH (1964) · Inscrit MH (1964) · Notice no PA00097134                           | Privée                                                                           |                             |              |
|                                 | Château du Grand Fresnay              | Étilleux                         | Inscrit MH (1978) · Notice no PA00097104                                              |                                                                                  |                             |              |
|                                 | Château de Guainville                 | Guainville                       | Inscrit MH (2009) · Classé MH (2012) · Notice no PA28000036                           | Site archéologique                                                               |                             |              |
|                                 | Château du Hallier                    | La Ferté-Vidame                  |                                                                                       |                                                                                  |                             |              |
|                                 | Château de la Hallière                | Digny                            | Inscrit MH (1972) · Notice no PA00097096                                              | Privée                                                                           |                             |              |
|                                 | Château de Herces                     | Berchères-sur-Vesgre             | Inscrit MH (1960) · Notice no PA00097122                                              |                                                                                  |                             |              |
|                                 | Château d'Houville-la-Branche         | Houville-la-Branche              | Inscrit MH (1960) · Notice no PA00097122                                              | Château d'Anatole France                                                         |                             |              |
|                                 | Château d'Illiers                     | Illiers-Combray                  | Inscrit MH (1930) · Notice no PA00097123                                              |                                                                                  | 48° 17′ 56″ N, 1° 14′ 32″ E |              |
|                                 | Manoir du Jaglu                       | Saint-Sauveur-Marville           |                                                                                       |                                                                                  |                             |              |
|                                 | Château de Janville                   | Janville                         |                                                                                       | Maison de retraite                                                               |                             |              |
|                                 | Château de Javersy                    | Coltainville                     |                                                                                       |                                                                                  |                             |              |
|                                 | Château du Jonchet                    | Romilly-sur-Aigre                | Classé MH (1984) · Notice no PA00097189                                               |                                                                                  |                             |              |
|                                 | Château de Levainville                | Levainville                      |                                                                                       | Détruit presque en totalité                                                      |                             |              |
|                                 | Château de Levesville                 | Bailleau-l'Évêque                | Inscrit MH (1976) · Notice no PA00096965                                              |                                                                                  |                             |              |
|                                 | Château Lignerolles                   | Thieulin (Le)                    |                                                                                       |                                                                                  |                             |              |
|                                 | Château de La Loupe                   | La Loupe                         |                                                                                       | Public                                                                           |                             |              |
|                                 | Château de Louville                   | Louville-la-Chenard              |                                                                                       |                                                                                  | 48° 19′ 24″ N, 1° 47′ 20″ E |              |
|                                 | Château de Lumeau                     | Lumeau                           |                                                                                       |                                                                                  |                             |              |
|                                 | Château de Maillebois                 | Maillebois                       | Inscrit MH (1941, 1974, 2000) · Notice no PA00097141                                  | Privée                                                                           |                             |              |
|                                 | Château de Maintenon                  | Maintenon                        | Classé MH (1944) · Notice no PA00097146                                               | Privée                                                                           |                             |              |
|                                 | Château de Manou                      | Manou                            |                                                                                       |                                                                                  |                             |              |
|                                 | Château de Marcouville                | Vitray-sous-Brezolles            |                                                                                       |                                                                                  |                             |              |
|                                 | Château de Marmousse                  | Garnay                           |                                                                                       |                                                                                  |                             |              |
|                                 | Château de Mémillon                   | Saint-Maur-sur-le-Loir           | Classé MH (1976) · Inscrit MH (1976) · Notice no PA00097201                           | Restes                                                                           |                             |              |
|                                 | Château de Méréglise                  | Méréglise                        | Inscrit MH (2001) · Notice no PA28000009                                              |                                                                                  |                             |              |
|                                 | Château de Meslay-le-Vidame           | Meslay-le-Vidame                 |                                                                                       |                                                                                  |                             |              |
|                                 | Château de Moléans                    | Moléans                          | Inscrit MH (1991) · Classé MH (1994) · Notice no PA00097247                           |                                                                                  |                             |              |
|                                 | Château de Montboissier               | Montboissier                     |                                                                                       | Partiellement détruit                                                            |                             |              |
|                                 | Château de Montdoucet                 | Souancé-au-Perche                |                                                                                       |                                                                                  |                             |              |
|                                 | Château de Montigny-le-Gannelon       | Montigny-le-Gannelon             | Inscrit MH (1927, 1993) · Notice no PA00097158                                        | actuellement musée agricole                                                      |                             |              |
| Ruine ou disparu                | Château vieux de Montireau            | Montireau                        |                                                                                       |                                                                                  |                             |              |
|                                 | Château de Montireau                  | Montireau                        |                                                                                       | Privée (dit la Cour d'Anthenaise)                                                |                             |              |
|                                 | Château de Morainville                | Morainville                      |                                                                                       |                                                                                  |                             |              |
|                                 | Château de Moresville                 | Flacey                           |                                                                                       |                                                                                  |                             |              |
|                                 | Château de Mormoulins                 | Chaudon                          |                                                                                       |                                                                                  |                             |              |
|                                 | Château de Mottereau                  | Mottereau                        |                                                                                       |                                                                                  |                             |              |
| Style Louis XIII                | Château de Nogent-le-Roi              | Nogent-le-Roi                    | Inscrit MH (1993) · Notice no PA00125353                                              | XVe et XIXe siècles                                                              | 48° 38′ 48″ N, 1° 31′ 54″ E |              |
|                                 | Château d'Oursières                   | Argenvilliers                    | Inscrit MH (1989) · Notice no PA00096958                                              |                                                                                  |                             |              |
|                                 | Château d'Oysonville                  | Oysonville                       |                                                                                       |                                                                                  |                             |              |
| Motte castrale ou féodale       | Motte médiévale du Plessis-Saint-Rémy | Saint-Rémy-sur-Avre              | Inscrit MH (1986) · Notice no PA00097206                                              |                                                                                  |                             |              |
|                                 | Château de Primard                    | Guainville                       |                                                                                       |                                                                                  |                             |              |
|                                 | Château du Puiset                     | Le Puiset                        |                                                                                       | Mottes castrales (deux)                                                          |                             |              |
|                                 | Château de la Rémonière               | Arrou                            |                                                                                       |                                                                                  |                             |              |
|                                 | Château de Reverseaux                 | Rouvray-Saint-Florentin          | Classé MH (1966) · Notice no PA00097191                                               | Privée                                                                           |                             |              |
|                                 | Château de la Rivière                 | Pontgouin                        | Inscrit MH (1987, 2013) · Notice no PA00097186                                        | Privée, situé au hameau de la Rivière                                            | 48° 29′ 07″ N, 1° 08′ 24″ E |              |
|                                 | Château de la Robertière              | Abondant                         |                                                                                       | Dans la forêt de Dreux, détruit                                                  |                             |              |
|                                 | Château de la Ronce                   | Rouvres                          |                                                                                       |                                                                                  |                             |              |
|                                 | Château de Roussainville              | Illiers-Combray                  |                                                                                       | Le village de Roussainville-le-Sec est mentionné dans Du côté de chez Swann      | 48° 17′ 27″ N, 1° 15′ 15″ E |              |
|                                 | Château de Saint-Éman                 | Saint-Éman                       |                                                                                       |                                                                                  |                             |              |
|                                 | Château de Saint-Lubin-des-Joncherets | Saint-Lubin-des-Joncherets       | Inscrit MH (1930) · Notice no PA00097198                                              |                                                                                  |                             |              |
| Château fort                    | Château Saint-Jean                    | Nogent-le-Rotrou                 | Inscrit MH (1948, 1950) · Classé MH (1952) · Notice no PA00097173                     |                                                                                  |                             |              |
| Ruine ou disparu                | Château de la Saussaye                | Sours                            |                                                                                       | Détruit                                                                          |                             |              |
|                                 | Château de Senonches                  | Senonches                        | Classé MH (1923) · Inscrit MH (1984) · Notice no PA00097212                           | Abrite un musée (public)                                                         |                             |              |
| Ruine ou disparu                | Château de Sorel                      | Sorel-Moussel                    | Classé MH (1862) · Notice no PA00097215                                               | XVIIe siècle                                                                     |                             |              |
|                                 | Château de Sours                      | Sours                            | Inscrit MH (1987) · Notice no PA00097219                                              |                                                                                  |                             |              |
| Classicisme, classique          | Château de Tansonville                | Illiers-Combray                  | « Photo », notice no AP67L05630, « Photo », notice no AP67L05631                      | Le château de Swann dans À la recherche du temps perdu de Marcel Proust          | 48° 16′ 39″ N, 1° 14′ 20″ E |              |
|                                 | Château de Tardais                    | Senonches                        |                                                                                       |                                                                                  |                             |              |
|                                 | Château de Touchebredier              | Chapelle-du-Noyer (La)           | Inscrit MH (1971) · Notice no PA00096989                                              |                                                                                  |                             |              |
| Ruine ou disparu                | Château de Tresneau                   | Thimert-Gâtelles                 |                                                                                       | Démoli                                                                           |                             |              |
|                                 | Château de Vauventriers               | Champhol                         | Inscrit MH (1969, 2006) · Notice no PA00096988                                        |                                                                                  |                             |              |
|                                 | Château des Vaux                      | Pontgouin                        |                                                                                       |                                                                                  |                             |              |
|                                 | Château de Ver                        | Ver-lès-Chartres                 |                                                                                       |                                                                                  |                             |              |
|                                 | Château de Vérigny                    | Vérigny                          | Inscrit MH (1975) · Notice no PA00097233                                              |                                                                                  |                             |              |
|                                 | Château de la Vignardière             | Marolles-les-Buis                |                                                                                       |                                                                                  |                             |              |
| Château fort                    | Château de Villebon                   | Villebon                         | Classé MH (1927) · Inscrit MH (1981) · Notice no PA00097237                           | Château de Maximilien de Béthune (duc de Sully) Privée                           |                             |              |
|                                 | Château de Villemesle                 | Boisgasson                       | Inscrit MH (1992) (partiellement) · Notice no PA00097249                              | Société privée                                                                   | 48° 02′ 28″ N, 1° 08′ 43″ E |              |
|                                 | Château de Villepion                  | Terminiers                       | Inscrit MH (1984) · Notice no PA00097220                                              |                                                                                  |                             |              |
| Manoir, gentilhommière          | Château de Villeprévost               | Tillay-le-Péneux                 | Inscrit MH (1986, 1988) · Notice no PA00097225                                        | Gentilhommière beauceronne du XVIIIe siècle                                      |                             |              |
|                                 | Château de Vitray                     | Gilles                           |                                                                                       |                                                                                  |                             |              |
|                                 | Château de Vrainville                 | Montharville                     |                                                                                       |                                                                                  |                             |              |